# Joseph Ashbrook
Pour les articles homonymes, voir Ashbrook.
Joseph Ashbrook (né le 4 avril 1918 à Philadelphie, en Pennsylvanie, et mort le 4 août 1980) est un astronome américain.
Il a été l'un des premiers à utiliser les Céphéides en tant qu'outil pour la détermination des distances intergalactiques. Il était membre de l'American Association of Variable Star Observers et faisait partie de l'équipe éditoriale du magazine Sky & Telescope.
Il a réussi à calculer à quelques centièmes de seconde près la période de rotation de Mars en se basant sur plusieurs centaines d'années d'archives d'observation de cette planète.
Il est également le codécouvreur de la comète périodique 47P/Ashbrook-Jackson.
Le cratère lunaire Ashbrook et l'astéroïde (2157) Ashbrook portent son nom.